# Cataclinusa
Cataclinusa is een geslacht van insecten uit de familie van de Bochelvliegen (Phoridae), die tot de orde tweevleugeligen (Diptera) behoort.

## Soorten
- C. pachycondylae (Brues, 1903)